# المجزعة (عمران)
المجزعة هي إحدى قرى الجمهورية اليمنية. وهي تتبع جغرافيًا لمحافظة عمران. وإداريًا لمديرية حرف سفيان. يبلغ تعداد سكانها 1721 نسمة حسب الإحصاء الذي جرى عام 2004.